# Dendronephthya carnea
Dendronephthya carnea är en korallart som beskrevs av Wright och Studer 1889. Dendronephthya carnea ingår i släktet Dendronephthya och familjen Nephtheidae. Inga underarter finns listade i Catalogue of Life.